# Eric Arthur
Eric Ross Arthur, CC (* 1. Juli 1898 in Dunedin; † 1. November 1982 in Toronto) war ein kanadischer Architekt und Autor. Er zählte zu den führenden Architekten und Architekturtheoretikern Kanadas und vertrat die Bauhaus-Traditionen.

## Leben
Der in Neuseeland geborene Arthur besuchte in Liverpool, England die Schule, studierte später in Dunedin an der University of Otago und diente während des Ersten Weltkrieges der New Zealand Rifle Brigade. 1923 wanderte er nach Kanada aus und unterrichtete an der University of Toronto Architektur. 1932 war er Gründungsmitglied der Architekturgesellschaft Architectural Conservancy of Ontario. Arthur gehörte dem Publikationskomitee von Toronto’s Hundred Years an, einem Buch, das zur 100-Jahr-Feier Torontos 1934 herausgebracht wurde. Außerdem war er Herausgeber des Royal Architecture Institute of Canada Journal. Arthur blieb bis 1966 ordentlicher Professor und blieb bis zu seinem Tod professor emeritus. 1968 wurde er Companion des Order of Canada.
Eric Arthur war verheiratet und hatte zwei Kinder.

## Auszeichnungen
- 1956: University of Alberta Gold Medal

## Schriften
- Toronto No Mean City, University of Toronto Press 1986, ISBN 0-8020-5668-7.